# Električna struja
Električna struja je usmjereno gibanje nabijenih čestica. U metalima te čestice su elektroni, u poluvodičima struju čine elektroni i šupljine, u elektrolitima su to pozitivni i negativni ioni, u plazmi elektroni i ioni, a u supravodičima parovi elektrona. Do ovakvog gibanja naboja dolazi ili zbog utjecaja elektromagnetskog polja ili zbog nejednakih koncentracija naboja. Električna struja je neravnotežno stanje materije takvo da je na izvoru struje energija naboja u prosjeku viša od prosječne energije u njenom ponoru. Ovakva razlika stvara se na polovima baterija zbog elektrokemijskih procesa na njihovim elektrodama, u električnim generatorima zbog utjecaja promjenjivog magnetskog polja na naboje u njihovim zavojnicama, u fotoćelijama zbog učinaka svjetlosti na tvari, a na dvama krajevima termoelektrika zbog razlike u populaciji elektronskih stanja uzrokovane razlikom u temperaturi. 
Kada se električni vodič priključi na polove ovakvih izvora promijeni se i energija naboja na njegovim krajevima te vodičem poteče struja. Ona je to veća što je veći generirani napon, odnosno što je razlika električnih potencijala dvaju polova izvora veća. Ako bi se električna struja zamišljala kad tok tekućine u cijevima, tada bi se izvor struje moglo zamišljati kao pumpu koja tekućini povećava energiju dižući je uvis. Često se kaže da je uzrok gibanju elektrona u vodičima elektromotorna sila (EMS), to jest ona sila koja stvara razliku električnih potencijala, ili električni napon. Dok god je izvor u mogućnosti održavati stalni električni napon na svojim polovima u električnom vodiču teče stalna električna struja. Onaj pol izvora struje koji ima viši električni potencijal označava se plusom (+),  a pol koji ima niži potencijal minusom (−). Izvori kojima su priključci uvijek istoga pola daju istosmjernu struju i nazivaju se istosmjernim izvorima. Oni izvori koji struju tjeraju čas u jednom, čas u drugom smjeru nazivaju se izmjeničnima, a takva struja izmjeničnom strujom.
Budući da bi u vodiču koji je samo jednim krajem vezan za istosmjerni izvor brzo došlo do preraspodjele naboja koji bi priječio svako dalje protjecanje, vodiči se u pravilu spajaju u zatvoreni strujni krug, od jednog do drugog pola izvora. Za otvaranje i zatvaranje strujnih krugova služe različiti prekidači ili sklopke. Otvori li se strujni krug, elektromotorna sila će i dalje tjerati elektrone, pa će na negativnom polu nastati suvišak, a na pozitivnome manjak elektrona. Između polova vladat će, dakle, napeto stanje koje se zove električni napon ili električna napetost. Izmjenične struje se ponašaju drugačije, pa mogu teći i vodičima koji su prekinuti izolatorima u elementima krugova poput električnih kondenzatora, te u radioantenama.  
U vodičima, elektroni struje od mjesta gdje im je energija viša prema mjestu gdje je ona manja, to jest smjerom koji je suprotan smjeru električnog polja—od negativnog prema pozitivnom polu. Taj se smjer zove elektronski smjer. Međutim se u elektrotehnici obično uzima protivni smjer kao smjer toka struje, onaj od pozitivnog prema negativnom polu. Taj se smjer zove tehnički smjer. Ovakav smjer struje bio je usvojen još onda kada se nije znalo za elektrone. U stručnoj literaturi smjer se nije promijenio do danas jer bi se zbog toga morale mijenjati izvjesne definicije usvojene u elektrotehnici. Najobičnija je istosmjerna struja koja teče uvijek u istom smjeru i ne mijenja naglo svoju jakost. No danas se mnogo više upotrebljava izmjenična struja koja neprestano mijenja jakost i svoj smjer. 

## Jakost električne struje
Jakost električne struje ili intenzitet električne struje (oznaka I) mjeri se kao brzina toka električnog naboja vodičem. Za stalne struje ona se određuje kao količina naboja Q koji prođe kroz poprečni presjek električnog vodiča u vremenskom intervalu t,
{\displaystyle I={\frac {Q}{t}}}
Ako je struja nestalna pa u različitim intervalima vodičem prolaze različite količine naboja, za njenu trenutnu jakost se uzima derivacija količine proteklog naboja po vremenu,
{\displaystyle I(t)={\frac {\mathrm {d} Q(t)}{\mathrm {d} t}}}
Mjerna jedinica za jakost električne struje je 1 amper (A) prema francuskom fizičaru Ampèreu:
{\displaystyle {\mbox{1}}\,{\mbox{A}}={\frac {{\mbox{1}}\,{\mbox{C}}}{{\mbox{1}}\,{\mbox{s}}}}}
Električna struja ima jakost od 1 amper (A), ako u 1 s (sekundi) kroz neki presjek (električnog vodiča) proteče količina elektriciteta od 1 C (kulona). Iz navedenog izraza proizlazi da je:
{\displaystyle Q=I\cdot t}
pa se kulon može također izraziti kao:
{\displaystyle {\mbox{C}}={\mbox{A}}\cdot {\mbox{s}}}
Osim ampera upotrebljava se još 1 kA (kiloamper) = 103 A; 1 mA (miliamper) = 10-3 A; 1 μA (mikroamper) = 10-3 mA = 10-6 A. Mjerni instrument za mjerenje jakosti električne struje naziva se ampermetar, a za mjerenje električnog napona voltmetar.

## Učinci električne struje
Uzrokom električnog strujanja smatra se električno polje stvoreno električnim naponom što ga imaju električni izvori na svojim stezaljkama, a kao smjer djelovanja električnog polja odabran je onaj smjer u kojem polje djeluje silom na pozitivni električni naboj. Zato se kao smjer električne struje uzima onaj smjer u kojem se gibaju pozitivni električni naboji. Budući da je električna struja u metalnim vodičima ostvarena gibanjem elektrona, to se ovdje elektroni doista gibaju u suprotnome smjeru od dogovorenog smjera struje. Međutim, u pogledu magnetskog učinka električne struje, koji je među svim njezinim učincima najvažniji, svejedno je da li se pozitivni naboji gibaju u jednome smjeru ili negativni u suprotnome. Ostali su osnovni učinci električne struje: toplinski (to jest proizvodnja topline u električnom otporu kroz koji prolazi struja ili Jouleova toplina) i kemijski (to jest razdvajanje elektrolita pri prolazu struje ili elektrolitska disocijacija).

## Ohmov zakon
Ohmov zakon (nazvan po njemačkom fizičaru Georgu Simonu Ohmu) je zakon prema kojemu je jakost električne struje I u električnom vodiču, pri konstantnoj temperaturi, određena kao omjer električnoga napona U koji električnu struju prouzročuje i električnoga otpora R:
{\displaystyle I={\frac {U}{R}}}
I ostali oblici tog oblika zakona također se nazivaju po Ohmu: 
{\displaystyle U=I\cdot R}
{\displaystyle R={\frac {U}{I}}}
{\displaystyle I=U\cdot G}
gdje je:
- I - jakost električne struje kroz strujni krug u amperima (A);
- U - električni napon izvora u voltima (V);
- R - ukupan električni otpor strujnog kruga (otpor trošila + otpor električnih vodova + unutarnji otpor izvora struje) u omima (Ω). Om se može napisati i kao volt/amper (V/A).
- G - električna vodljivost, pa i neki izvedeni oblici, na primjer za vodiče pri različitim temperaturama.[4]

Ohmov zakon je jedan od temeljnih zakona elektrotehnike. Ohmov zakon vrijedi za metale i vodljive otopine. Takvi se vodiči zovu omski vodiči. Za neke materijale Ohmov zakon ne vrijedi a takvi se vodiči zovu neomski.

## Istosmjerna struja
S obzirom na prolazak električnih naboja u tijeku vremena razlikuje se vrsta električne struje. Istosmjernom strujom naziva se električna struja koja ima u tijeku vremena stalnu ili konstantnu jakost i trajno jedan te isti smjer. Za istosmjernu struju u strujnim krugovima vrijede osnovni zakoni: Ohmov zakon, oba Kirchhoffova zakona i zakoni osnovnih učinaka (Jouleov zakon za toplinski učinak, Faradayevi zakoni elektrolize, Hopkinsonov zakon magnetskog toka).

## Izmjenična struja
Pri promjenljivom strujanju električnog naboja struja je promjenljiva, a njezine vrijednosti mogu se za svaki trenutak vremena saznati ako je poznat grafički prikaz tih promjena u koordinatnome sustavu (i, t) ili ako je zadan analitički izraz i = f (t) promjene struje s vremenom. Od svih promjenljivih struja najveću važnost za elektrotehniku imaju periodično promjenljive struje, a to su one kod kojih se promjene stalno ponavljaju u određenim vremenskim razmacima ili intervalima. Trajanje jedne potpune promjene zove se period i označuje se slovom T. Ako periodično promjenljiva struja mijenja osim jakosti još i smjer, naziva se izmjeničnom strujom. Osim periodom T može se promjenljivost izmjeničnih struja označiti i brojem titraja u jednoj sekundi i taj se broj naziva frekvencijom izmjenične struje f: 
{\displaystyle f={\frac {1}{T}}}
Budući da se svaka periodično promjenljiva struja može, prema Fourierovu pravilu, rastaviti u niz komponenata, to je za proučavanje izmjeničnih struja vrlo bitno poznavanje zakona kojima podliježe sinusoidna izmjenična struja. Analitički je izraz za sinusoidnu izmjeničnu struju i: 
{\displaystyle i=I_{\mathrm {max} }\cdot \sin(\omega t)}
gdje je: Imax - amplituda struje; ω = 2∙π∙f - kružna frekvencija. Aritmetička srednja vrijednost sinusoidne struje jednaka je nuli, ali kvadratna srednja vrijednost o kojoj ovise učinci izmjenične struje jednaka je:
{\displaystyle I={\frac {I_{\mathrm {max} }}{\sqrt {2}}}=0,707\cdot I_{\mathrm {max} }}
i naziva se efektivnom vrijednosti.

### Trofazna struja
Izmjenična struja koja teče jednim zatvorenim strujnim krugom često se naziva jednofaznom, kako bi se istaknula razlika prema višefaznim strujama. Od svih višefaznih struja najveću važnost ima u općoj elektrifikaciji trofazna struja. Trofazna je struja sustav triju sinusoidno promjenljivih struja koje su vremenski jedna prema drugoj fazno pomaknute za 1/3 periode, što u grafičkom prikazu odgovara faznomu kutu od 120°. Prema tome to nije jedna, nego su to tri struje koje se u električnom generatoru zajednički proizvode, dalekovodom zajednički prenose i predaju potrošačima.

## Opasnost za čovjeka
Za čovjeka je opasna električna struja jača od 20 mA, pri čemu se u dodiru električne struje i čovjekovog tijela javlja toplinsko (opekotine), mehaničko (na mjestima ulaska i izlaska struje dolazi do razaranja tkiva), kemijsko (rastavlja krvnu plazmu), biološko djelovanje (stezanje mišića, paraliza srca i pluća). Električna struja najviše djeluje na ulazu i izlazu struje iz tijela gdje dolazi do najvećih opekotina i razaranja tkiva, dok je najopasnije po život čovjeka ako se strujni krug zatvori kroz srce.

## Poveznice
- Snaga struje i električna energija